# Nádražní Předměstí
Nádražní Předměstí je část města Český Krumlov v okrese Český Krumlov. Nachází se na severu Českého Krumlova. Je zde evidováno 271 adres.
Nádražní Předměstí leží v katastrálním území Český Krumlov o výměře 9,72 km².